# Drapelul Ungariei

Drapelul oficial de stat 1:2 (folosit și ca drapel civic)

Drapel neoficial de stat 1:2

Drapelul oficial civic 2:3

Drapel militar 3:4

Drapel marină 3:4

Drapelul Ungariei, zis și drapelul maghiar, este simbolul oficial al Republicii Ungare și totodată simbolul națiunii maghiare. Drapelul oficial de stat și civic este format din trei benzi orizontale de dimensiuni egale, în culorile roșu, alb și verde. 

## Istoric
Culorile sale își au originea din Stema Ungariei, (culoarea argintie fiind înlocuită de cea albă, conform regulilor din heraldică), iar folosirea lor drept culorile națiunii maghiare a apărut în anii de reformă. Conform interpretării romantice a secolului XIX, banda roșie simbolizează „puterea”, banda albă „fidelitatea” și banda verde „speranța”. Pe de altă parte, tricolorul se lega totodată de drapelul revoluției franceze, iar prin preluarea acestei idei a drapelului național francez se făcea legătura și cu revoluția.
După înăbușirea Revoluției Maghiare din 1848–1849 a fost interzisă folosirea tricolorului maghiar, acesta revenind în drept după Ausgleich-ul din 1867.

## Folosirea sa în prezent
Drapelul Ungariei nu s-a schimbat după înlăturarea puterii comuniste din 1990.
Spre deosebire de alte țări, Constituția Maghiară nu precizează dimensiunile drapelului. Ca urmare, o Hotărâre Guvernamentală din 2000 a precizat că drapelul oficial de stat este proporționat 1:2. Oficial, ca drapel civic se pot folosi atât drapelele de 2:3, cât și cele noi de 1:2.
Conform unei legi din 1957, drapelul maritim civic oficial al Ungariei, este tricolorul de 2:3.
Drapelul militar are ca bază drapelul armatei revoluționare maghiare, folosit în revoluția din 1848 – 1849. Conform legii LXXXIII din 1995, drapelul are un fundal alb, pe care se situează Stema Ungariei, având pe partea stângă o ramură de ulm, iar pe partea dreaptă o ramură de măslin. Între drapelul militar al armatei de uscat și cel maritim apar două diferențe: situarea stemei față de lance, la cel maritim stema este situată mai spre stânga, mai aproape de lance; marginea drapelului maritim este ornamentată cu mici triunghiuri roșii și verzi, amplasate alternativ, în loc de ornamentul cu „flacări”, aflat pe cel terestru. Proporția nu este precizată, dar se folosește raportul de 3:4.
Cu ocazia sărbătorilor oficiale, de multe ori se folosesc toate cele 23 de drapele istorice maghiare. Între acestea se află și Drapelul Árpád, ca drapel național neoficial. (A nu se confunda cu drapelul secundar folosit de Partidul Crucilor cu Săgeți.)

## Galerie
Drapelele tricolore de stat și civice ale Ungariei:

Drapelul civic folosit în Epoca reformelor şi în timpul Revoluţiei Maghiare din 1848–1849.
Drapel de stat din perioada Monarhiei Austro-Ungare (1867–1918).
Drapelul de stat al Ungariei în timpul Republicii Ungare a Sfaturilor (1919).
Drapelul de stat al Regatului Ungariei (1919 – 1946).
Drapelul de stat folosit între anii 1946–1949 şi 1956–1957, cu „Stema Kossuth”.
Drapelul de stat folosit între anii 1949–1956, cu „Stema Rákosi”.
Drapelul civic din timpul Revoluţiei Maghiare din 1956. S-a decupat din drapel „Stema Rákosi”.
Drapelul de stat din perioada 1957–2000. Din 2000 se foloseşte ca drapel civic.

Notă: conform Legii LXXXIII din 1995, ca drapel neoficial (drapel civic) se pot folosi toate drapelele în afara celui folosit între anii 1949 – 1956, aceasta conținând o stea roșie - însemn absolutist, interzis prin lege în Ungaria.

## Vezi și
- Stema Ungariei

## Legături externe
- Simbolurile naționale Arhivat în 15 noiembrie 2008, la Wayback Machine.
- Drapelele naționale ale Ungariei Arhivat în 18 februarie 2005, la Wayback Machine.